# Helgesbogymnasiet
Helgesbogymnasiet var ett naturbruksgymnasium i Kalmar kommun. Skolan drevs sedan 2006 som friskola med Hushållningssällskapet i Kalmar, Kronoberg och Blekinge som huvudman. Undervisningen skedde inom ramen för Naturbruksprogrammet med tre inriktningar för Skog, Jakt och Hund. Utbildningen hade riksintag vilket innebar att man kunde söka oavsett var man bodde i landet.
Idag bedrivs ingen utbildning på Helgesbogymnasiet. Utbildningen är förlagd till Naturbruksgymnasiet Kalmar.

## Historia
Skogsvårdsstyrelsen köpte 1957 fastigheten Helgesbo en mil väster om Ålem med syfte att bygga en skola och bedriva skoglig utbildning. Första ettåriga kursen startade hösten 1960 med 16 elever.  Sedan dess har skolan successivt byggts ut och 1983 stod nuvarande undervisningslokaler klara för att årligen ta emot 30 elever på det treåriga naturbruksprogrammet. Vid två tillfällen, 1973 och 1982, har det ursprungliga markinnehavet utökats till nuvarande drygt 500 ha. Under 1982-83 gjordes en omfattande om- och tillbyggnad av skolans lokaler. Antalet lektionssalar utökades, ny maskinhall, akutverkstad, sporthall, hygienutrymmen och omklädningsrum byggdes. 
Skolan har genom åren haft fyra olika huvudmän, Skogsvårdsstyrelsen var huvudman från starten 1960 fram till att Landstinget tog över 1972. Från 1 januari 2000 stod Kommunalförbundet Naturbruksgymnasierna i Kalmar län som huvudman och från 1 januari 2006 är det HS Naturbruksgymnasium AB som står som huvudman.

## Resurser
Naturbruksskolor kräver mycket resurser i form av maskiner och material. Arbetsmoment med olycksfallsrisk förutsätter små undervisningsgrupper. Därför krävs tätare bemanning än på teoretiska utbildningar. 
I förhållande till elevantalet är Helgesbogymnasiet välförsedd med lektionssalar. Ofta är emellertid skolskogen den bästa lärosalen. Det är ändå viktigt med ändamålsenliga lokaler för teoretiska delar av undervisningen. Skolan förfogar över speciellt inredda rum för motorsågsundervisning och maskinlära, maskinhallar hundhus och datasalar.
Skolan har en omfattande maskinpark med maskiner för olika arbeten. Varje elev disponerar en motorsåg och huggarutrustning som de efter sin examen kan köpa loss. För röjning finns ett 35-tal röjsågar att dela på.
För undervisning på basmaskiner används fem skotare av vanliga märken. De är av mindre modell som fungerar både i slutavverkning och gallring. Genom ett leasingavtal med tillverkarna så förses skolan med senaste modeller. I undervisningen används också tre skogsutrustade jordbrukstraktorer. Till dessa finns griplastarvagnar och två traktorprocessorer. Kursen avverkningsmaskiner genomförs i samarbete med Stora Segerstads naturbruksgymnasium i Värnamo.

## Inriktningar
- Inriktning Skog är en grundutbildning inom skogsyrket med varierad teori och praktik. Det händer mycket inom skogsbruket och kraven ökar ständigt på entreprenörer och anställda. GIS-kartor i det dagliga arbetet och bioenergi från skogen är idag viktiga delar liksom produktion och naturhänsyn. De flesta kurser läses vid Helgesbo, samtidigt som övningar genomförs i skolskogen och grannfastigheter. Den som väljer inriktningen skog har för närvarande en mycket god arbetsmarknad.
- Inriktning Hund är sedan 2007 en ny utbildning inom naturbruksprogrammet. Avsikten är att eleverna direkt efter gymnasiet till exempel kan driva hunddagis, hundpensionat eller kennel. I förlängningen finns möjlighet att utbilda sig till hundkonsulent eller hundförare inom olika områden. Under de tre åren läser eleverna om hundens beteende, skötsel, vård och historia. Mycket tid läggs på träning som agility, bruks, lydnad, mm. Skolans jaktutbildning ger också stora möjligheter att prova hundens arbete i samband med jakt och eftersök. Högskolebehörigheten får eleverna genom de obligatoriska kärnämnen de läser tillsammans med övriga elever.

- Inriktning Jakt är en renodlad jaktutbildning vid Helgesbo. Utbildningens tyngdpunkt ligger på grund- och fördjupningskurser inom jakt, viltvård, jaktskytte, hundar mm. Samtidigt får eleverna allmän högskolebehörighet. Skolan har egen jaktmark för älg och småviltsjakt samt tillgång till fältfågel-, and- och sjöfågeljakt. På skolområdet finns en viltvårdsbyggnad med lektionssal och slakthus med kylrum, jaktskyttebanor med älgbana, korthållsbana, skeet, trap. I terrängen runt skolan finns en komplett jaktstig.